# Strmec Podravski
Strmec Podravski is een plaats in de gemeente Petrijanec in de Kroatische provincie Varaždin. De plaats telt 701 inwoners (2001).